# Ricky Tomlinson
Eric Tomlinson, artísticamente conocido como Ricky Tomlinson (Blackpool, Lancashire; 26 de septiembre de 1939) es un actor, comediante y activista británico, más conocido por sus papeles de Bobby Grant en la serie Brookside y Jim Royle en la comedia The Royle Family.

## Primeros años
Tomlinson nació en la localidad de Bispham, Lancashire, dónde su madre, Peggy había sido evacuada durante la Segunda Guerra Mundial. Trabajó en diversas obras de construcción durante muchos años antes de involucrarse activamente en la política. En 1968, se unió al partido Frente Nacional en apoyo de menos inmigración. 
En mayo de 2010 Tomlinson abrió su propio club de cabaret en Liverpool. En marzo de 2011, Tomlinson actuó en una campaña publicitaria para la cadena minorista del Reino Unido The Range. 

## Carrera
Como actor, uno de sus papeles más conocidos es el de Robert "Bobby" Grant en la telenovela Brookside en la cual actuó desde el inicio del programa en 1982 hasta 1988. Esto fue seguido por el papel de Charlie Wise en Cracker y posteriormente aparecería en la comedia The Royle Family como el perezoso padre de familia Jim Royle. En 2002, Tomlinson protagonizó la serie de la BBC Nice Guy Eddie interpretando a un investigador privado de Liverpool basada en la vida real del investigador Tony Smith.
Tomlinson también ha protagonizado varias películas, como Mike Bassett: England Manager (2001), Raining Stones (1993) y Hillsborough (1996), una película sobre las familias de las víctimas de la Tragedia del Estadio Hillsborough. En 2006, Tomlinson realizó una gira por el Reino Unido presentando su espectáculo An Evening with Ricky Tomlinson.
Tomlinson es amigo del político Arthur Scargill y con frecuencia aparece en las transmisiones electorales del partido Socialist Labour Party. También es un miembro  del Partido Laborista Socialista, y es uno de sus más prominentes celebridades desde 1996.

## Filmografía
- Boys from the Blackstuff (1981)
- Brookside (1982–1988)
- Riff-Raff (1991)
- Raining Stones (1993)
- Roughnecks  (1994–1995)
- Cracker (1994–1996)
- Butterfly Kiss (1995)
- Bob's Weekend (1996)
- Hillsborough (1996)
- Life is All You Get (1997)
- The Fix (1997)
- Preaching to the Perverted (1997)
- Mojo (1997)
- Playing the Field (1998–2002)
- The Royle Family (1998–2012)
- Dockers (1999)
- The Greatest Store in the World (1999)
- Hooves of Fire (1999)
- Nasty Neighbours (2000)
- Mike Bassett: England Manager (2001)
- The 51st State (2001)
- Derek (2001)
- Once Upon a Time in the Midlands (2002)
- Al's Lads (2002)
- The Virgin of Liverpool (2003)
- Mike Bassett: Manager (2005)
- Stepdad (2007)
- Football My Arse (DVD 2007)
- Laughter Show- Live (DVD 2008)
- Nativity! (2009)
- Flutter (2010)
- Great Night Out (2013) as Warren
- In the Flesh (2013-2014)
- Psyched (2014) as Brian[4][5]